# Ocyptamus deceptor
Ocyptamus deceptor är en tvåvingeart som först beskrevs av Charles Howard Curran 1930.  Ocyptamus deceptor ingår i släktet Ocyptamus och familjen blomflugor. Inga underarter finns listade i Catalogue of Life.